# Pend Oreille
La Pend Oreille (Pend d'Oreille) est une rivière des États de l'Idaho et de Washington, États-Unis. La rivière est l'émissaire du Lac Pend Oreille et un affluent rive gauche du fleuve Columbia long de 209 km.